# مغلطه معادل‌سازی کاذب
مغلطه معادل‌سازی کاذب (به انگلیسی: False equivalence) یا در زبان عامیانه مقایسه سیب و پرتقال، زمانی رخ می‌دهد که فردی دو موضوع مخالف هم از لحاظ منطق را دارای قابلیت جایگزینی بیان کند که در واقعیت این موضوع پیچیده یا دارای معانی متفاوت باشد.

## مانند نمونه
جگوار و گربه هر دو انرژی شیمیایی متابولیزه می‌کنند بنابراین تفاوت کمی در نگهداری جگوار و گربه در خانه وجود دارد.
نکته: جگوار و گربه انرژی شیمیایی را متابولیزه می‌کنند اما نگهداری آن دو در خانه بحث دیگری است که بایستی مطرح شود. (دو موضوع متفاوت ربط داده شده‌اند)